# Dimitar Vezalov
Dimitar Vezalov (tiếng Bulgaria: Димитър Везалов; sinh 13 tháng 4 năm 1987 ở Bansko) là một cầu thủ bóng đá Bulgaria ban đầu thi đấu ở vị trí trung vệ và thường là hậu vệ trái. Hiện tại anh thi đấu cho Lokomotiv Plovdiv.